# 예봉초등학교
예봉초등학교는 대한민국 경기도 남양주시에 있는 공립 초등학교이다.

## 학교 연혁
- 2007년 9월 1일: 개교
- 2017.9 남교장 추학교 동문

## 참고 자료
- 예봉초등학교 - 한국교육학술정보원 학교알리미